# خاله ریزه و قاشق سحرآمیز
خاله ریزه (به ژاپنی: スプーンおばさん Supūn Obasan) یک مجموعه تلویزیونی انیمه ژاپنی از محصولات استودیو پیرو است که از آوریل ۱۹۸۳ تا مارس ۱۹۸۴ در ۱۳۰ قسمت از شبکهٔ ان‌اچ‌کی پخش شد.
این مجموعه بر پایهٔ مجموعه کتاب‌های کودکان به نام بانوی قاشق چای‌خوری، اثر آلف پرویسن نویسنده نروژی ساخته شده است. این سریال بعدها در کشورهای متعددی پخش شد.

## داستان
خاله ریزه به همراه همسرش در یک خانهٔ کوچک روستایی زندگی می‌کند. او یک قاشق چای‌خوری دور گردنش آویزان می‌کند که هر از گاه او را به اندازهٔ قاشقش کوچک می‌کند ولی خود قاشق که او باید بر پشت خود حمل کند، کوچک نمی‌شود. او همواره پس از مدتی به اندازهٔ اصلی خود بر می‌گردد.